# 葵せきな
葵 せきな（あおい せきな、男性、1982年〈昭和57年〉8月11日 – ）は、日本のライトノベル作家、ゲームシナリオライター、漫画原作者。北海道出身、東京都在住。

## 経歴
2006年（平成18年）『マテリアルゴースト』で第17回ファンタジア長編小説大賞佳作を受賞し、同作品でデビュー。デビュー前は、サイトやブログで二次創作を公開していたが、作家業と並行するのは困難として取り下げている。

## 作風
主に現代、あるいはファンタジーの世界を舞台としたライトノベルを執筆する。ギャグやコメディも多く書く反面、ドロドロしたダークな設定をキャラクターに持たせることも少なくない。また叙述トリックにより読者を騙すこともある。
『マテリアルゴースト』、『生徒会の一存』シリーズ、『ゲーマーズ!』は世界観がゆるく繋がっており（シェアード・ワールド）、例えば『マテリアルゴースト』の真儀瑠紗鳥は成長して教師になった状態で『生徒会の一存』に登場しているほか、『生徒会の一存』『ゲーマーズ!』の椎名真冬と天道花憐、桜野くりむと桜野亜玖璃に人間関係の繋がりがある。また（『マテリアルゴースト』）舞台の現守高校、（『生徒会の一存』シリーズ舞台の）碧陽学園という学校名が後の作品に出ている。

## 作品リスト

### 小説
富士見ファンタジア文庫（富士見書房 → KADOKAWA）より刊行。
- 『マテリアルゴースト』、2006年1月 - 2007年5月、全6巻
- 『生徒会の一存』[2]シリーズ、2008年1月 - 2013年7月、全21巻
  - 『碧陽学園生徒会議事録』、2008年1月 - 2012年1月、全10巻
  - 『碧陽学園生徒会黙示録』、2008年9月 - 2018年7月、全9巻
  - 『碧陽学園生徒会活動記録』、2012年5月、全1巻
  - 『碧陽学園新生徒会議事録』、2012年11月  - 2013年3月、全2巻
    - 『生徒会の一存』は2009年10月から12月にテレビアニメ第1期『生徒会の一存』、2013年1月から3月にテレビアニメ第2期『生徒会の一存 Lv.2』が放送された。
- 『討強（とうきょう）演義-ドラぴくSS-』、ドラゴンマガジン2010年1月号掲載読み切り
- 『ぼくのゆうしゃ』、2013年7月 - 2015年9月、全8巻
- 『ゲーマーズ!』、2015年3月 - 2019年10月、全15巻（ファンタジアBeyondにて、2014年6月20日より2015年11月20日まで連載）[3][4]
  - 2017年（平成29年）にテレビアニメが放送[5]。
- 『あそびのかんけい』、2025年5月 -

### ゲーム
- 『ファンタジア・リビルド』（シナリオ）（2020年12月 - 2021年12月）[6]
- 『テイルズ オブ ルミナリア』（シナリオ）（2021年11月 - 2022年7月）

### 漫画原作
- ぼくの好きな人が好きな人（漫画：つづら涼、『ヤングアニマルZERO』2022年12月1日増刊号[7] - ）